# Mongol Rally
Créé en 2003, le Mongol Rally est un raid motorisé à vocation humanitaire qui se déroule entre Londres (Hyde Park) en Angleterre (ainsi que Madrid ou Milan) et Oulan-Oude en Russie. À l'origine, la fin se situait à Oulan-Bator, capitale de la Mongolie, mais un resserrement des lois entourant l'importation de véhicules dans le pays a fait déplacer la ligne d'arrivée en Russie en 2015. Toutefois, le rallye passe encore par la Mongolie.
Ce rallye humanitaire est communément qualifié par les participants[évasif] de la meilleure aventure à vivre en voiture. En effet le Mongol Rally traverse une vingtaine de pays et chaque équipage parcourt environ 13 000 km avec une petite voiture dont le moteur ne doit pas dépasser 1 000 cm3 (jusqu'en 2008), ou 1,2 L (à partir de l'édition 2009), le tout sans assistance. 
À bord de voitures âgées dont la vitesse de pointe excède rarement les 120 km/h, les équipages choisissent la route de leur choix ainsi que leur rythme de croisière pour se rendre en Mongolie. Certaines équipes passent par l’Europe du Nord, d’autres par l’Europe centrale, d’autres encore par l’Europe du Sud ou le Moyen-Orient. Selon le chemin choisi, le rythme de conduite et les problèmes rencontrés, il faut au minimum 3 semaines pour rejoindre la capitale de la Mongolie quand d'autres équipes font le trajet en deux mois.
Les participants doivent faire face eux-mêmes avec autonomie et ingéniosité à toutes les situations, car aucune aide ni assistance ne sont prévues durant le trajet par les organisateurs.

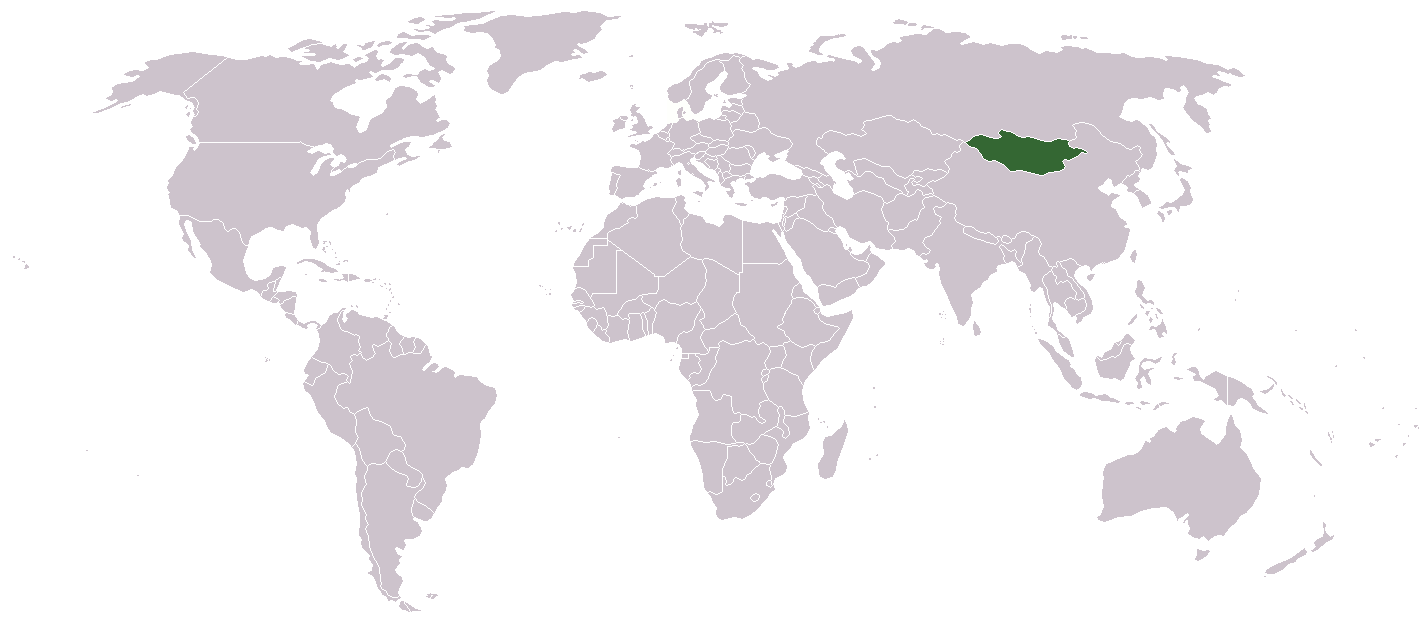
Localisation de la Mongolie

## Historique
- La première année, en 2004, seulement 6 voitures partirent et 2 arrivèrent en Mongolie.
- En 2005, 43 partirent et 18 arrivèrent.
- En 2006, 167 voitures partirent et 117 arrivèrent à Oulan-Bator.
- En 2008, 251 voitures ont pris le départ et environ 198 sont arrivés à Oulan-Bator (219 en Mongolie).
- En 2009, environ 500 voitures étaient prévues au départ du Mongol Rally.
- En 2014, la règle des véhicules de moins de 10 ans a été supprimée.
- Dès 2015, l'arrivée est situé à Ulan-Ude, en Russie.

## Les voitures

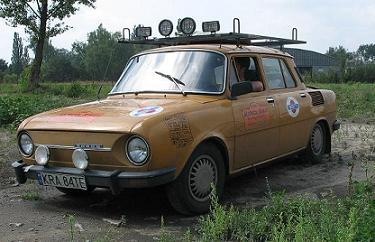
Une voiture du Mongol rally

Les organisateurs préconisent « a crap car » (une voiture déglinguée) afin de vivre plus d’aventures. En fait, la voiture peut avoir l’air en mauvais état (carrosserie) mais doit être solidement préparée (châssis renforcé, moteur refait…). Cependant, à partir de l'édition 2009, à la demande du gouvernement mongol, une nouvelle règle a été ajoutée : les voitures doivent avoir été mise en service après décembre 1999. Cette règle a été annulée en 2014.
Il est aussi préconisé de donner une « Comédie Value » à sa voiture en la déguisant pour lui donner un air original et unique.
Aussi comme l’originalité prévaut sur la vitesse, de nombreuses voitures originales ont déjà participé au Mongol Rally : Renault 4L, Citroën 2cv, Citroën DS, Citroën GSA break, taxi londonien, Austin Mini, Fiat 126, camion à glaces, ambulance, corbillard…A noter que des exceptions à la règle de la cylindrée peuvent être accordées pour un véhicule présentant un intérêt particulier. Ainsi, une Ferrari 456 a participé à l'édition 2014.
Chaque année, de nombreux véhicules sont abandonnés sur les routes du fait de pannes irréparables. Ceux qui arrivent en Mongolie sont généralement donnés à l’ONG Mercy Corps qui les réaffecte ou les revend pour aider les populations locales. Depuis l'édition 2014, les véhicules ne peuvent plus être laissés en Mongolie. Ils doivent être renvoyés par la route ou par conteneur en Europe.

## Objectifs humanitaires
Le Mongol Rally repose avant tout sur des valeurs humanitaires. Les sommes récoltées sont réparties entre une dizaine d'associations partenaires du rallye et qui œuvrent pour le soutien des communautés mongoles :
- Depuis la création, ce sont 1 004 910 £ qui ont été récoltés (1,5 million d’euros).
- Chaque équipage, pour pouvoir prendre le départ du raid, doit verser en plus des droits d’inscription la somme de 1 000 £ (soit plus ou moins 1 500 euros) afin de soutenir des associations humanitaires basées en Mongolie. Ces dernières œuvrent dans le but de scolariser des enfants mongols et d'apporter de l’aide aux  familles nécessiteuses des steppes éloignées des hauts plateaux mongols.
- En 2009, Le Mongol Rally devrait collecter 300 000 £ (soit 450 000 euros) pour des ONG établies en Mongolie.
- La somme la plus importante récoltée par une équipe s’élève à 56 000 £ (soit 67 000 euros)